# Gare de Snåsa
La gare de Snåsa  est une gare ferroviaire norvégienne de la ligne du Nordland, située sur le territoire de la commune de Snåsa dans le comté et région de Trøndelag.

## Situation ferroviaire
Établie à 71 mètres d'altitude, la gare de Snåsa est située au point kilométrique (PK) 181,64 de la ligne du Nordland, entre les gares ouvertes de Jørstad et de Grong.

## Histoire
La gare de Snåsa est mise en service le 30 octobre 1926, lors de l'ouverture à l'exploitation de la section aboutissant à Snåsa. 

## Service des voyageurs

### Accueil
C'est une halte, avec un bâtiment voyageurs disposant d'une salle d'attente et d'un service de consigne. Un kiosque est établi à proximité.

### Desserte
La gare est desservie par la ligne reliant Trondheim à Bodø. 

### Intermodalité
Un parking (15 places) pour les véhicules y est aménagé. Une station de bus est située face à la gare.